# كاروية
كاروية (بالفارسية: کارویه) هي قرية تقع في Golestan Rural District في إيران. يقدر عدد سكانها بـ 1,096 نسمة .